# Baryscapus szoecsi
Baryscapus szoecsi är en stekelart som först beskrevs av Erdös 1958.  Baryscapus szoecsi ingår i släktet Baryscapus, och familjen finglanssteklar. Arten är reproducerande i Sverige.